# Megapodius molistructor
Megapodius molistructor ist ein ausgestorbenes Großfußhuhn. Die fossilen Überreste wurden von Jean-Christophe Balouet und Storrs Lovejoy Olson in Höhlen auf Neukaledonien und Tonga gefunden.

## Beschreibung
Megapodius molistructor erreichte ein Gewicht von 3,5 Kilogramm und war damit schwerer als alle heute noch existierenden Großfußhühner. Auf Tonga war Megapodius molistructor die größte bodenbewohnende Vogelart.

## Aussterben
Als die frühen Siedler während der Lapita-Kultur (ab 1500 v. Chr.) Tonga erreichten, fanden sie nur Meerestiere wie Meeresschildkröten und terrestrische Vögel mit Riesenwuchs wie Rallen, Tauben und Großfußhühner vor. Die Jagd auf die Vögel zur Nahrungsbeschaffung führte zu einem zügigen Aussterben der Avifauna.
Auf Neukaledonien könnte das Riesengroßfußhuhn bis in historische Zeiten existiert haben. Als William Anderson, der Sanitätsmaat auf der Resolution, auf James Cooks zweiter Südseereise Halt auf Neukaledonien machte, beschrieb er eine Vogelart mit unbefiederten Beinen, die er Tetrao australis nannte. Da aber alle Arten der Gattung Tetrao befiederte Beine haben, könnte es sich bei Andersons Vogel um ein Großfußhuhn gehandelt haben.